# Савенков, Иван Тимофеевич
Ива́н Тимофе́евич Са́венков (20 июня 1846, Мариуполь — 1 сентября 1914, Красноярск) — российский педагог, археолог, шахматист, музейный работник.

## Биография
Родился в 1846 году в Мариуполе в купеческой семье. В начале 1850-х годов семья переехала в Иркутск. После окончания иркутской городской гимназии в 1865—1871 годах учился на физико-математическом факультете Петербургского университета.

### Педагогика

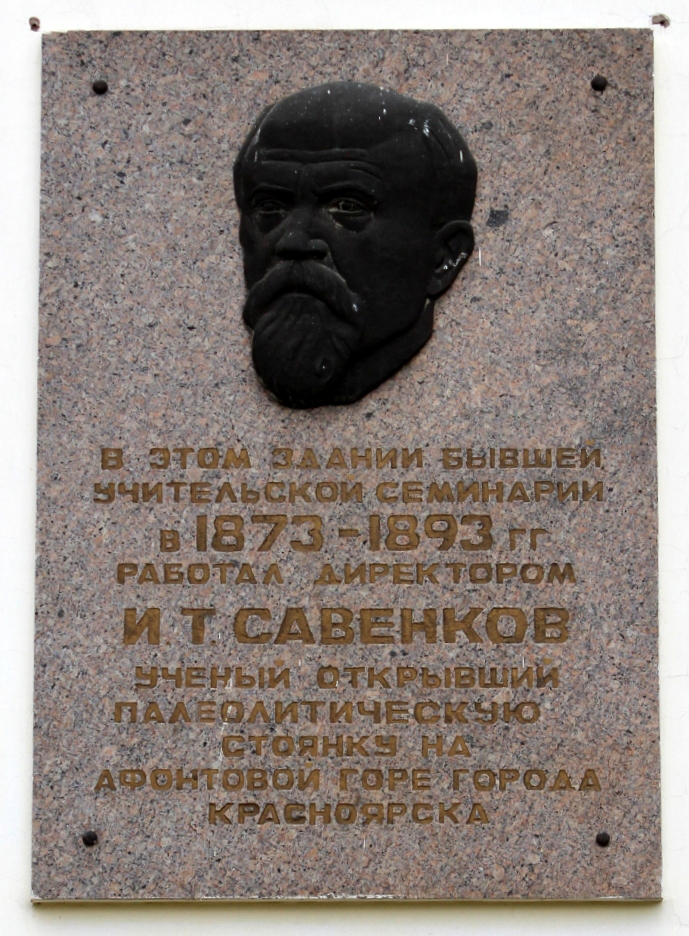
Мемориальная табличка на бывшем здании семинарии в Красноярске

Возвратившись в Сибирь, Савенков начинает работать учителем Красноярской гимназии. Преподаёт математику, физику и естествознание. После открытия в 1873 году учительской семинарии в Красноярске становится её директором и руководит ею в течение 20 лет. Проводил с учениками экскурсии в окрестностях Красноярска, в том числе на Столбы. Экскурсионный метод для Сибири того времени был новаторским.

#### Педагогические труды
Книги:
- «Опыт наставления выпускным воспитанникам учительских семинарий, начинающим учителям и учительницам. О главнейших обязанностях народного учителя». Впервые опубликована в газете «Енисейские епархиальные ведомости» (№ 6-7 за 1891 год и № 4-6 за 1892 год).
- «Сборник вопросов по учебно-воспитательной практике в начальном училище» (1888 год). Создан наставниками и учителями семинарии для воспитанников учительских семинарий, начинающих учителей и учительниц народных школ. Сборник был первым в России изданием для учителей начальной школы. Под редакцией Савенкова опубликован в 1893 году в качестве приложения к «Енисейским епархиальным ведомостям».
- «Учитель русской народной школы и его обязанности. Дидактический сборник /Составитель: Ив. Савенков». Варшава: Типография Варшавского учебного округа, 1900. — 526 с.

Педагогические труды Савенкова в советское время не издавались.

### Театр
Савенков учредил в Красноярске Общество драматического искусства. Был актёром и режиссёром Красноярского театра.
Играл роль городничего в «Ревизоре» Н. В. Гоголя, Несчастливцева в «Лесе» А. Н. Островского. Мастерски декламировал, сочинял стихи, пьесы для детей.
«Иван Тимофеевич 22 года выступает на Красноярской сцене в ответственных ролях и исполняет с большим успехом. Будучи знатоком сцены, он был прекрасным режиссёром», — писал «Енисейский листок» 14 ноября 1893 года.

### Шахматы
В 1868 году Савенков основал шахматный кружок в Красноярске. Около 4 лет потребовалось ему, чтобы создать своеобразную шахматную «азбуку Морзе». При помощи цифрового кода Савенкова состоялся телеграфный матч между командами Красноярска и Санкт-Петербурга с 11 ноября (по старому стилю) 1886 года по май 1888 года. Красноярцы победили в этом матче со счётом «1,5:0,5»
Савенков был знаком с шахматистом М. И. Чигориным, состоял с ним в переписке. В журнале «Шахматное обозрение» (1893 год) были опубликованы пословицы и поговорки Савенкова, связанные с шахматами.
В «Этнографическом обозрении» (1905 год, № 1) опубликован его большой очерк, где есть сведения о шахматной игре у сойотов и других народностей Северной и Средней Азии. Золотопромышленник А. П. Кузнецов помог Савенкову получить от этнографа Е. К. Яковлева сведения о шахматах у сойотов, а торговопромышленник Г. П. Сафьянов достал неполный комплект фигур.
Некоторые из партий Савенкова публиковались в Нью-Йорке, в журнале «Интернэшнал чесс мэгэзин», издаваемом Стейницем.

### Спорт
Савенков был хорошим спортсменом. Лучший стрелок города. Пловец, гимнаст. В Красноярске благодаря ему получили развитие гимнастические упражнения и спортивные игры.

### Археология
Во время школьных экскурсий Савенков увлекается геологией и археологией, создаёт топографический очерк окрестностей Красноярска, который потом станет отправным трудом для всех начинающих геологов Сибири. В 1886 году издаёт работу о геологическом строении окрестностей Красноярска.
В 1883 году при очередной экскурсии в глубокой промоине неподалёку от села Ладейки Савенков нашёл каменное орудие. В 1884 году проводит археологические исследования в сёлах Ладейки, Няша, Базаиха, Собакино.
В августе 1884 года Савенков начинает археологические исследования Афонтовой горы, где изучил около полутора тысяч предметов палеолита. Впервые в археологии обнаружил лекало для закругления скребков.
В 1884 году вступает в члены Восточно-Сибирского отделения Русского географического общества (РГО), и получает от него 100 рублей на исследование стоянок в окрестностях Красноярска и наскальных рисунков по рекам Мане и Колбе.
В ноябре 1884 года Савенков выехал в Иркутск, где сделал в Распорядительном комитете Восточно-Сибирского отделения РГО доклад, посвящённый археологическим исследованиям в районе Красноярска. После доклада общество приняло решение удвоить финансирование исследований Савенкова. Главной проблемой было отсутствие специалистов и книг по археологии. Зимой 1884 года Савенков изучает книги по археологии, присланные ему из Минусинского краеведческого музея.
После начала раскопок на Афонтовой горе Савенков прекращает свою деятельность в Народном театре. За свои археологические исследования был отлучён от церкви.
10 июля 1885 года в Красноярск для исследований Афонтовой горы из Иркутска прибывает И. Д. Черский.
В 1885 году Савенков проводит 500-километровую археологическую экспедицию по Енисею и его притокам.
В августе 1892 года выступил с докладом на Международном антропологическом конгрессе в Москве.
В 1893 году Савенкова переводят инспектором народных училищ в Варшаву. В 1901 году ему удаётся уйти в отставку и переехать в Москву. Он начинает работать уполномоченным по управлению рудниками у золотопромышленника Ивана Игнатьевича Некрасова (город Канск).
С 1907 по 1911 год Савенков заведует Минусинским краеведческим музеем, ведёт археологические исследования на территории Хакасии, в Минусинском уезде.
Весной 1912 года из-за болезни жены уезжает из Минусинска в Красноярск. Издаёт книгу «Изобразительное искусство на Енисее». За этот труд Савенков получил диплом члена-корреспондента Академии наук.
Жена Савенкова — Екатерина Ивановна Батурина — первая женщина в Красноярске, поступившая на государственную службу.
В 1913 году умирает жена, сам Савенков тяжело заболевает тифом. Русский комитет Академии наук для изучения Средней и Восточной Азии выделяет ему 800 рублей.
Летом 1914 года в районе нефтяных складов Нобеля начинаются последние раскопки Савенкова на Афонтовой горе. В ночь с 31 августа на 1 сентября И. Т. Савенков умер от сердечного приступа в больнице Красного Креста, куда его привезли прямо с раскопок. Похоронен на Троицком кладбище Красноярска.

## Разное

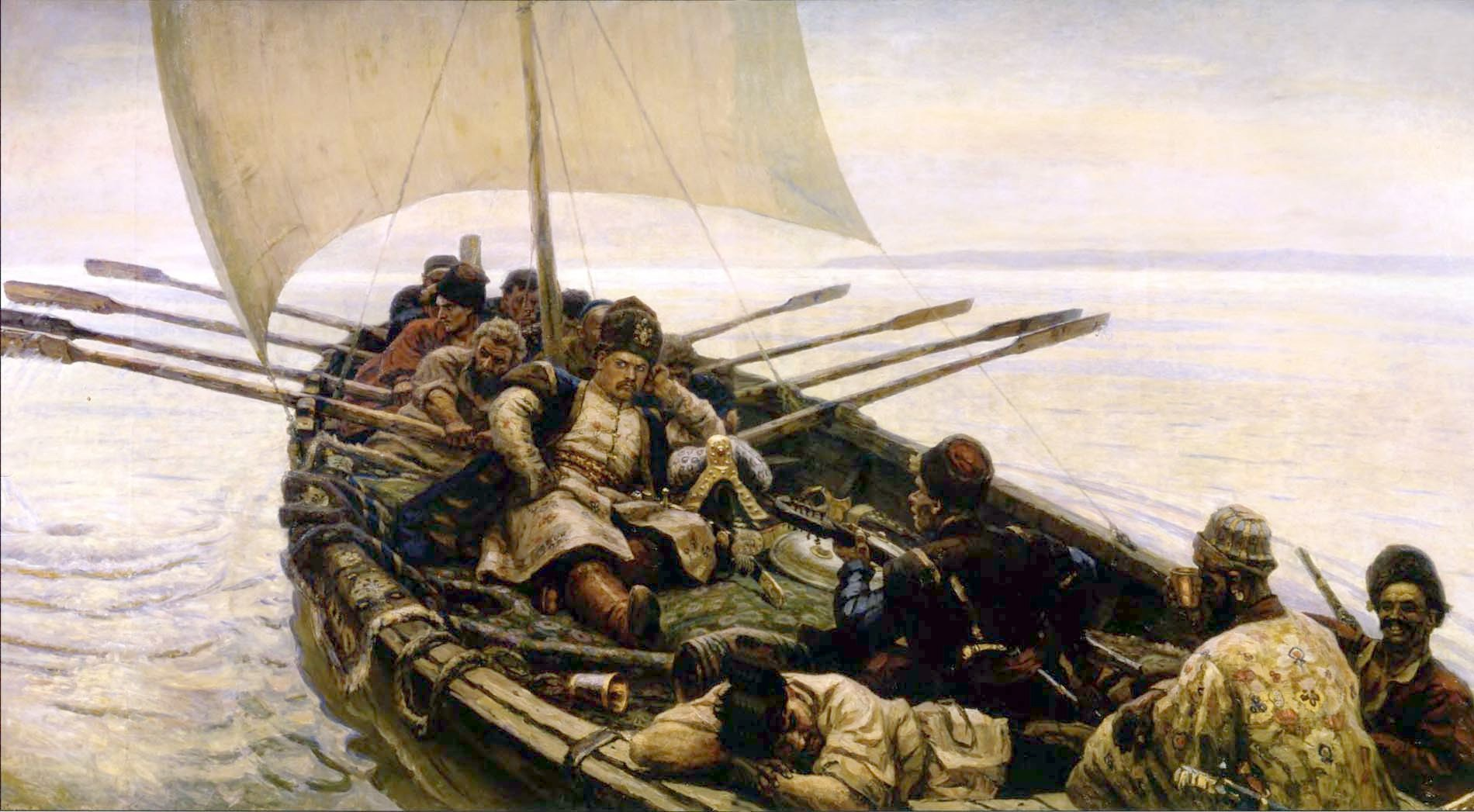
Василий Суриков
Степан Разин

А. Р. Шнейдер в своих воспоминаниях 1926 года сообщал, что Василий Суриков сделал с Савенкова карандашный набросок для головы Степана Разина. Н. П. Макаров и Е. Ю. Безызвестных в статье «Неутомимый исследователь древностей» считают эти сведения недостоверными. По их мнению моделью для Сурикова был сын Ивана Тимофеевича — Тимофей Иванович Савенков.
В 2012 году главный (известный на сегодня, то есть изданный) труд Савенкова «О древнем изобразительном искусстве на Енисее» был переиздан (репринтом) издательством «Тренд» (Красноярск) и презентован широкой общественности на КРЯКК-2012 (Красноярской ярмарке книжной культуры).

## Основные труды
- Материалы для медико-топографического описания оз. Шира, собранные в 1890 году (1891)
- К материалам для медико-топографического описания окрестностей г. Красноярска: предварительный геологический очерк долины р. Енисея в ближайших окрестностях г. Красноярска (1892)
- Сборник вопросов по учебно-воспитательной практике в начальном училище: для воспитанников учительских семинарий, начинающих учителей и учительниц народных школ (1893)
- Опыт наставления выпускным воспитанникам учительских семинарий, начинающим учителям и учительницам. О главнейших обязанностях народного учителя (1892)
- Каменный век в Минусинском крае (1896)
- К эволюции шахматной игры (1905)
- О древних памятниках изобразительного искусства на Енисее : сравнительные археолого-этнографические очерки (1910)[2]